# Cryptocarya bitriplinervia
Cryptocarya bitriplinervia är en lagerväxtart som beskrevs av André Joseph Guillaume Henri Kostermans. Cryptocarya bitriplinervia ingår i släktet Cryptocarya och familjen lagerväxter. Inga underarter finns listade i Catalogue of Life.